# Mitrídates IV Filopátor
Mitrídates IV Filopátor Filadelfo (en griego: Mιθριδάτης ὁ Φιλoπάτωρ Φιλάδελφoς fue el sexto rey del Ponto entre los años 170 a. C. y 150 a. C.
Hijo de Mitrídates III del Ponto y Laodice. La fecha de acceso al trono permanece en el misterio, pues sólo hay constancia de su reinado a partir de 154 a. C., fecha en que es mencionado por haber enviado una fuerza en auxilio de Átalo II de Pérgamo, contra Prusias II de Bitinia, importante acontecimiento que señala el comienzo de la política amistosa del Ponto con Roma y sus aliados, continuada hasta el reinado de Mitrídates VI.
La única otra mención de él se remonta a 179 a. C., cuando se asocia su nombre al de su hermano Farnaces I del Ponto en el tratado concluido por este con Eumenes II de Pérgamo, por lo que se supone que por esta fecha participaba de alguna manera en la toma de decisiones.
| Predecesor: Farnaces I | Rey del Ponto 155 – 150 a. C. | Sucesor: Mitrídates V Evergetes |